# Landschaftsschutzgebiet Freiflächen Thülener Bruch / Schwarzes Haupt / Rösenbeck

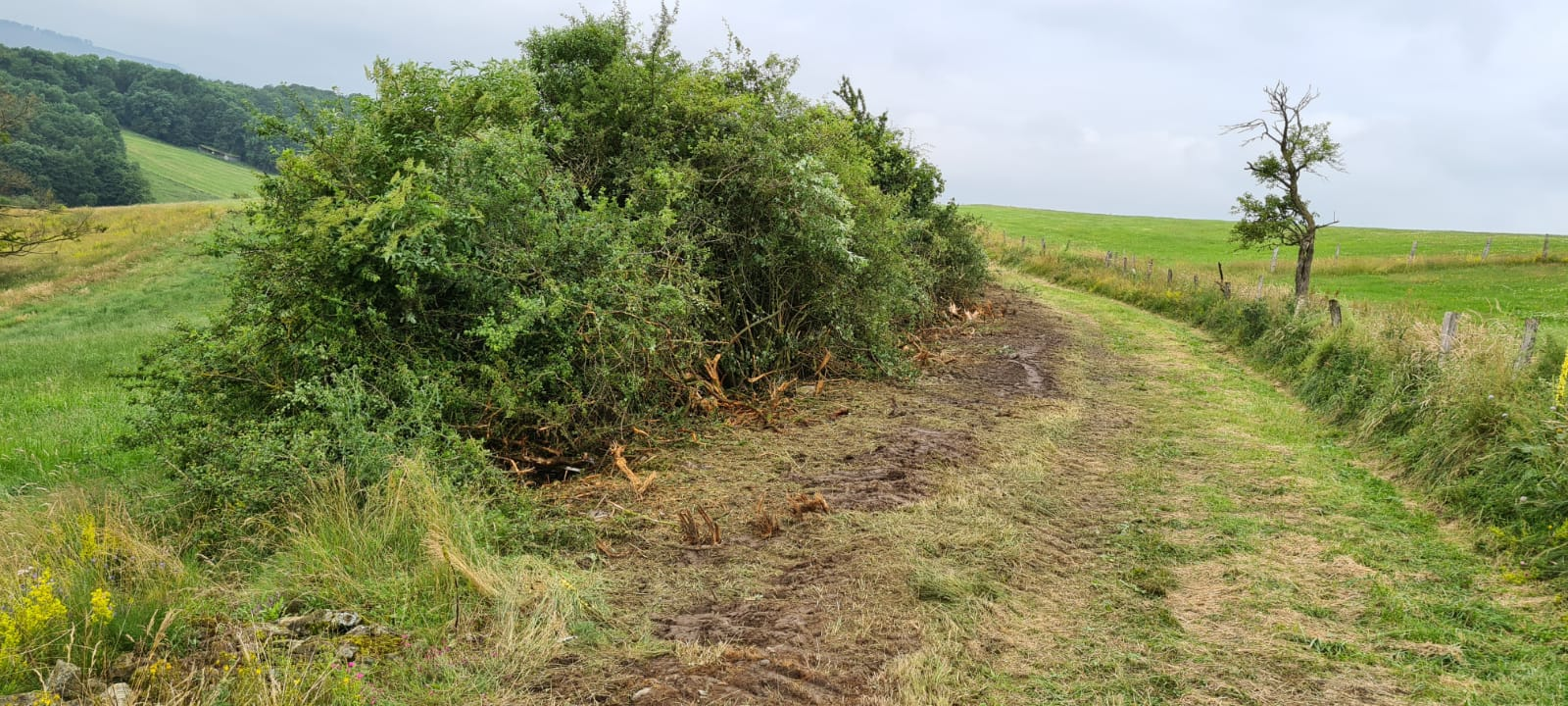
Blick ins Landschaftsschutzgebiet Freiflächen Thülener Bruch / Schwarzes Haupt / Rösenbeck südlich Rösenbeck

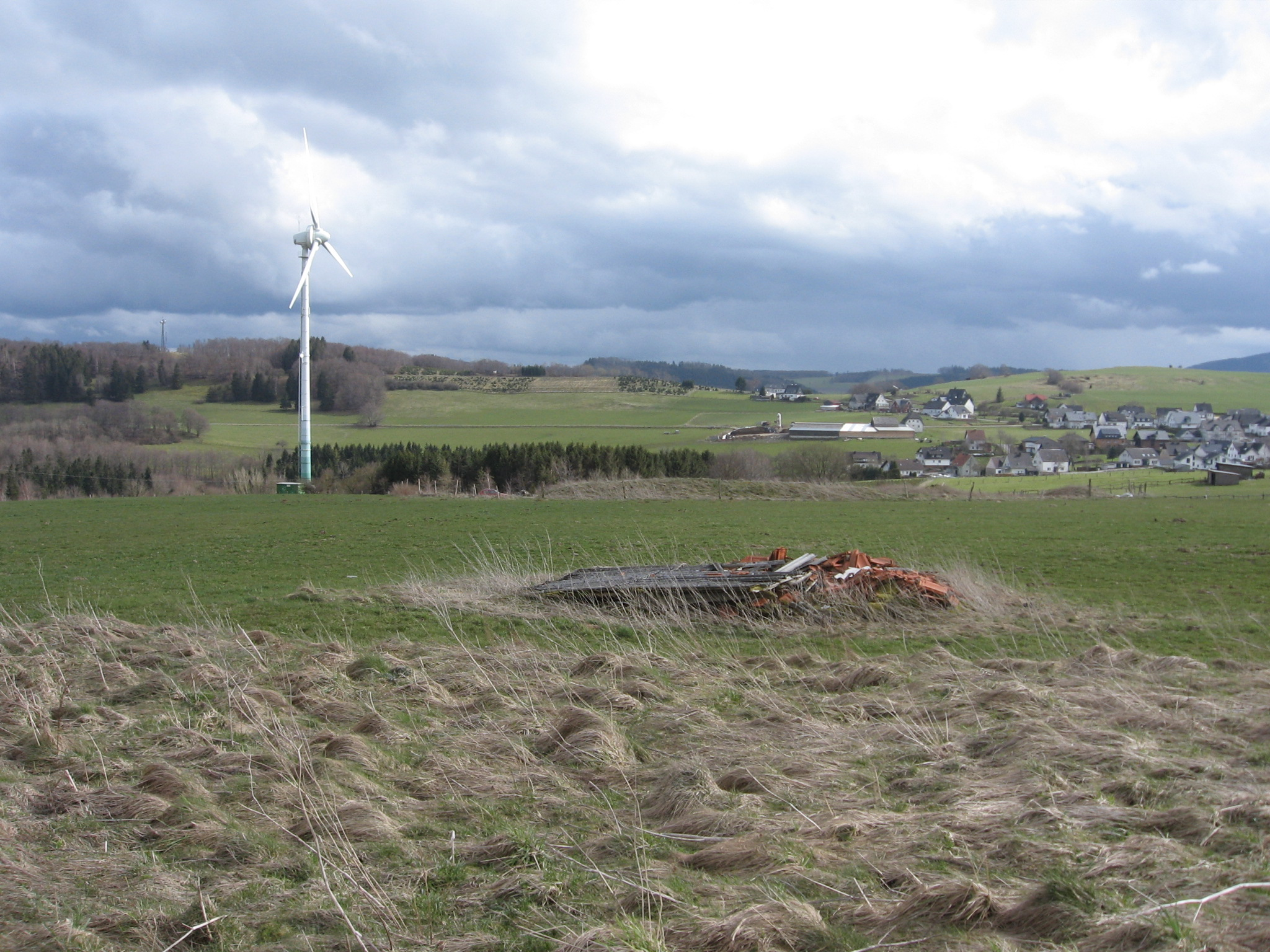
Blick auf Ostteil vom LSG mit Rösenbeck

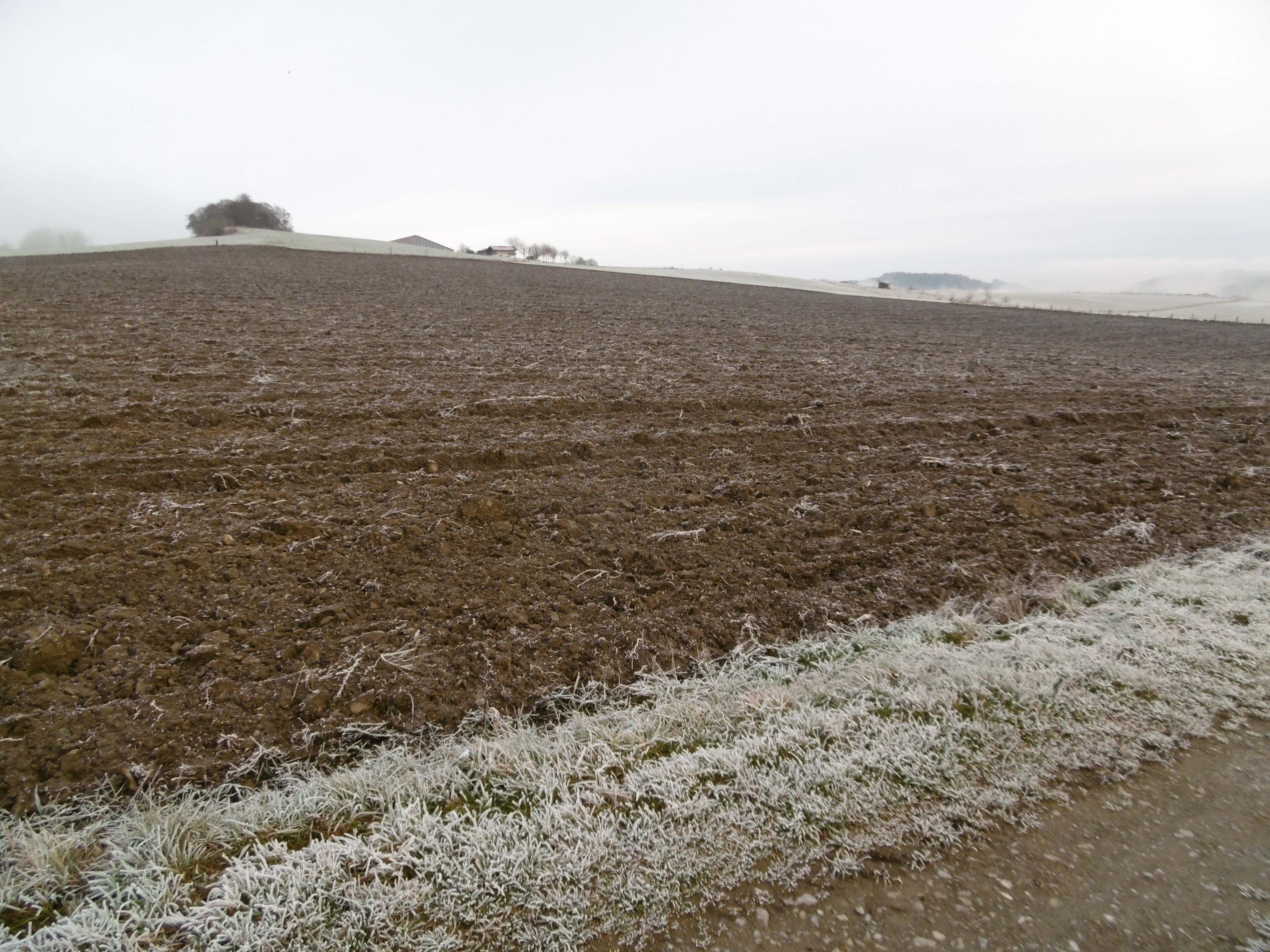
Blick ins Landschaftsschutzgebiet Freiflächen Thülener Bruch / Schwarzes Haupt / Rösenbeck im Winter

Das Landschaftsschutzgebiet Freiflächen Thülener Bruch / Schwarzes Haupt / Rösenbeck mit 399 ha Größe liegt überwiegend westlich von Rösenbeck im Stadtgebiet von Brilon. Kleinere Bereiche liegen südlich und östlich vom Dorf. Das Gebiet wurde 2002 vom Kreistag des Hochsauerlandkreises mit dem Landschaftsplan Hoppecketal als Landschaftsschutzgebiet (LSG) ausgewiesen. Das LSG liegt direkt südlich der B 7. Das LSG grenzt an den Siedlungsraum von Rösenbeck. Der Flugplatz Brilon/Hochsauerland wird bis auf die Westseite vom LSG umschlossen. Das Naturschutzgebiet Schwarzes Haupt und das Naturschutzgebiet Hollenloch liegen im LSG, dazu noch fünf Geschützte Landschaftsbestandteile. Südlich grenzen fast nur Naturschutzgebiete an.

## Beschreibung
Es handelt sich um Offenlandbereiche mit Grünland und Ackerflächen. Südwestlich vom Dorf Rösenbeck befindet sich im LSG ein großer Milchviehstall, der von der B 7 gut sichtbar ist.
Das Landschaftsschutzgebiet Freiflächen Thülener Bruch / Schwarzes Haupt / Rösenbeck wurde als eines von 22 Landschaftsschutzgebieten vom Typ B, Ortsrandlage, Landschaftscharakter, im Stadtgebiet von Brilon ausgewiesen. Im Stadtgebiet gibt es auch 4 Landschaftsschutzgebiete vom Typ A (Allgemeiner Landschaftsschutz) und 53 Landschaftsschutzgebiete vom Typ C (Wiesentäler und bedeutsames Extensivgrünland) mit anderen Auflagen.

## Schutzzweck
Die Ausweisung erfolgte zur Sicherung der Vielfalt und Eigenart der Landschaft im Nahbereich der Ortslagen und der alten landwirtschaftlichen Vorranggebiete durch Offenhaltung.

## Rechtliche Vorschriften
Wie in den anderen Landschaftsschutzgebieten vom Typ B besteht im LSG ein Verbot der Erstaufforstung und der Anlage von Weihnachtsbaum-, Schmuckreisig- und Baumschul-Kulturen. Wie in allen Landschaftsplangebieten vom Typ B im Stadtgebiet von Brilon besteht das Gebot, das LSG durch landwirtschaftliche Nutzung oder durch Pflegemaßnahmen von einer Bewaldung freizuhalten.